# فرانسيسكو كوستانزو
فرانسيسكو كوستانزو (بالإسبانية: Francisco Costanzo)‏ (مواليد 4 نوفمبر 1912) هو ملاكم أوروغواياني، مثّل بلاده في الألعاب الأولمبية الصيفية 1936.

## روابط خارجية
فرانسيسكو كوستانزو على موقع أوليمبيديا (الإنجليزية)